# Obóz internowania w Szczypiornie
Obóz internowania w Szczypiornie – były obóz internowania w Szczypiornie (od 1976 dzielnica Kalisza), w którym w latach 1915–1922 przebywali internowani przez władze niemieckie działacze niepodległościowi, żołnierze Legionów Polskich, jeńcy rosyjscy. Od 1918 r. strona polska przetrzymywała w obozie jeńców niemieckich oraz internowanych żołnierzy armii Ukraińskiej Republiki Ludowej.
W lipcu 1917, w następstwie kryzysu przysięgowego, w obozie w Szczypiornie internowano żołnierzy i podoficerów I Brygady Legionów Polskich i III Brygady Legionów Polskich; sam Józef Piłsudski został osadzony w Twierdzy Magdeburg. W 1933 szczątki zmarłych w obozie żołnierzy ekshumowano i złożono w mauzoleum Legionistów Polskich w Kaliszu.

## Utworzenie obozu
W czasie I wojny światowej, na początku 1915 w ramach przygotowań do ofensywy niemieckiej na froncie wschodnim w Szczypiornie powstał obóz dla internowanych Kriegsgefangenenlager Skalmierschütz. Na przełomie 1915/1916 w obozie przebywała m.in. Aleksandra Piłsudska, która oceniała liczbę więźniów na 4 tysiące jeńców i 100 osób cywilnych.

## Legioniści

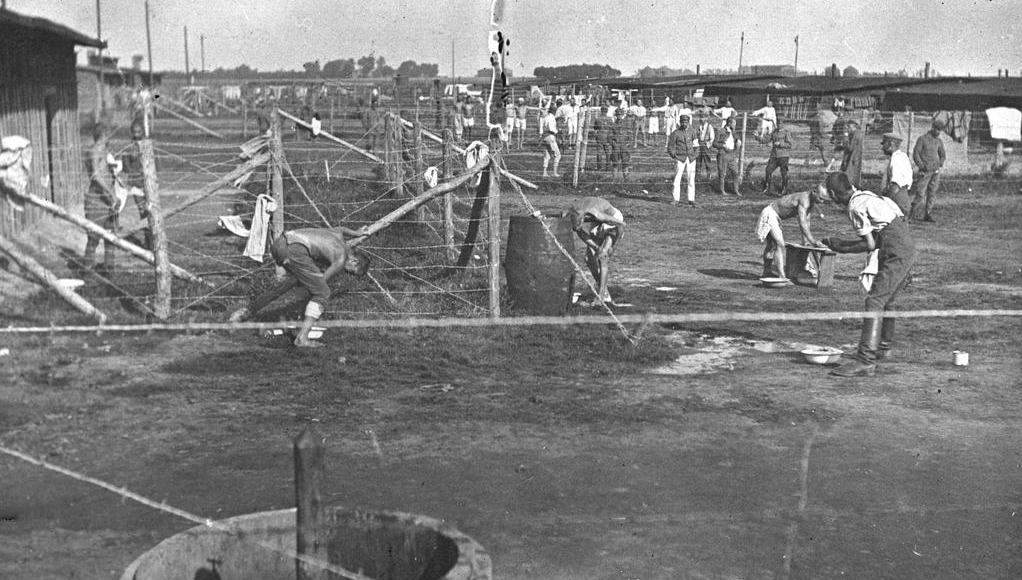
Obóz internowania w Szczypiornie (1917)

Po kryzysie przysięgowym trafili do niego internowani żołnierze Legionów Polskich. Pierwszy transport legionistów przybył do Szczypiorna 13 lipca 1917. 
Wszystkie obozowe wspomnienia i relacje podkreślają skrajnie trudne warunki egzystencji legionistów, przede wszystkim mieszkaniowe i żywnościowe. Jeńcy mieszkali w ziemiankach krytych papą, które nadawały się do użytku tylko w miesiącach letnich. Wzdłuż ścian baraków stały prycze zbite z desek, z papierowymi siennikami wypchanymi wiórami i kołdrami wypchanymi starymi gazetami. W przejściu między nimi biegł wykopany w ziemi rów służący do odprowadzania wody deszczowej. Z nastaniem jesieni i zimy w baraku panował przejmujący chłód i wilgoć.
Internowani legioniści utworzyli własny samorząd i utrzymywali wojskową dyscyplinę. Poeta Władysław Broniewski został jednym z przewodniczących sądów blokowych, które rozstrzygały sprawy sporne i potępiały wykroczenia. Założyli także warsztaty rzemieślnicze, przygotowywali przedstawienia amatorskie, prowadzili lekcje nauki języka i stenografii oraz zajęcia gimnastyczne, w ramach których zaczęto grać w grę, która obecnie znana jest jako piłka ręczna. Polscy jeńcy grali szmacianą piłką. Właśnie tą drogą ta dyscyplina sportowa została spopularyzowana w Polsce i stąd jej potoczna nazwa szczypiorniak. Gra przyjęła się wśród legionistów, gdyż oszczędzała buty (legionistom odebrano buty zaraz po kryzysie, chodzili w drewnianych butach, tzw. pontonach), jak również dlatego, że szmaciana piłka nie chciała się toczyć. We wspomnieniach pojawia się nazwisko majora Grzmota-Skotnickiego, który miał zainicjować grę w Szczypiornie, oraz kaprala Antoniego Jarząbka.
Legionistów w grudniu 1917 przewieziono do Łomży, gdzie zostali zakwaterowani w byłych koszarach rosyjskich. Kilkumiesięczny pobyt — od lipca do grudnia 1917 roku — internowanych legionistów w obozie w Szczypiornie zapisał się trwale w historii, jako przełomowy moment w dziejach walk o niepodległość. Właśnie wówczas zaczął się rodzić prawdziwy mit Polskich Legionów. W listopadzie 1932 odsłonięto mauzoleum legionistów zmarłych w obozie, zburzone przez Niemców w 1940.

## Jeńcy rosyjscy
W drugiej połowie 1917 w obozie miało także przebywać kilkanaście tysięcy jeńców, przeważnie rosyjskich.

## Jeńcy niemieccy
Po I wojnie w 1918 w Szczypiornie powstał obóz dla jeńców niemieckich.

## Żołnierze Ukraińskiej Republiki Ludowej
W latach 1920–1924 funkcjonował tu Obóz Internowanych nr 5 żołnierzy Armii Czynnej URL. Ukraińców przeniesiono później do Obozu Internowanych nr 10 w Kaliszu, istniejącego do 1924. Zmarłych chowano na obozowym Ukraińskim Cmentarzu Wojskowym. 

## Koszary Batalionu Pogranicznego
W 1918 koszary w Szczypiornie zdobyli żołnierze kaliskiego Batalionu Pogranicznego, który w czasie powstania wielkopolskiego odegrał znaczącą rolę w wyzwoleniu południowo-zachodniej części Kaliskiego, i tam następnie stacjonował.

## Internowani
Wśród internowanych w Szczypiornie byli m.in.:
- Władysław Broniewski
- Stanisław Grzmot-Skotnicki
- Adam Koc
- Wiktor Kuszcz, URL
- Mieczysław Lepecki
- Gustaw Orlicz-Dreszer
- Aleksandra Szczerbińska (Piłsudska)
- Lucjan Rudnicki
- Walery Sławek
- Bogumił Szumski
- Karol Wiktor Zawodziński